# Isocarboxazida
La Isocarboxazida (conocida también como Enerzer, Marplan, Marplon) es un inhibidor de la monoaminooxidasa (IMAO) irreversible y no selectivo derivado de la hidrazina que es utilizado como un antidepresivo y ansiolítico. Es una sustancia cristalina incolora con muy poco sabor, siendo uno de los pocos IMAO de hidrazina que aún se encuentran en uso clínico, junto con la fenelzina.
Este fármaco es utilizado para combatir diversos problemas médicos, tales como: depresión, ansiedad social, desorden de pánico y también, en los estadios iniciales de farmacoterapia contra el Parkinson y otros desórdenes asociados a la demencia.
Dentro de los efectos adversos en tanto, se pueden mencionar: cefaleas, ictericia, dolor de pecho, incremento en el peso, desmayos, mareos y temblores.
La Isocarboxazida no se utiliza con tanta frecuencia como otros medicamentos para combatir la depresión y la ansiedad, ya que es muy potente y también reacciona a ciertos alimentos, como la tiramina, ya que inhibe el catabolismo de las aminas dietéticas que se encuentran dentro de los alimentos diarios. Junto con otros IMAOs, es a menudo considerado como el «último recurso» en cuanto a medicación debido a sus reacciones a los alimentos y su potente contenido. Se ha utilizado como medicamento no autorizado para tratar el trastorno de despersonalización.